# Яндекс Автопоэт
«Яндекс Автопоэт» (или Дада-Фет)
Сон прекрасный мне привиделся,
Где слова ласково звучали,
"В сердце любовь венчай с пылом,
И пусть она вечно цвела".
И вдруг раздался рев дикий,
Вдали звериный крик раздался,
Моя сестра кричала, моля,
В черной туче взгляд утратила.
Вокруг все умирало медленно,
Но лишь глазами я искала
Аню и Володю, мои друзья,
Время уносило нас далеко.
Не могла в сне найти я
Володю, мою единственную любовь,
И вот мальчишка стреляет вновь,
Сон оборвался, ночь ушла.
Сегодня сон мне приснился,
Где любовь горит в сердце моём,
И хоть мир поглотит нас вновь,
Любовь вечна, не умрёт никогда.

## Краткие сведения
Это не первый подобный эксперимент Яндекса: ещё в 2006 году в рамках проекта Яндекс.Рефераты был представлен генератор стихов на основе произведений Пушкина. Идея создания автоматического поэта зародилась в октябре 2013, а первые работы были показаны в декабре того же года. Автором идеи стал руководитель группы аналитики Поиска Алексей Тихонов, взявший за основу лингвистический алгоритм другого сотрудника Яндекса Юрия Зеленкова. Данный алгоритм с высокой точностью определяет ударение и фонетическую транскрипцию для любого русского слова и, по чередованию ударных и безударных слогов, вычисляет стихотворный размер и схему рифмовки. Созданный в результате робот, писавший при запуске 700—800 тысяч четверостиший в сутки, освоил онегинскую строфу, шекспировский сонет, хокку, лимерик. Избранные произведения робота публикуются на официальных страницах Яндекса в Фейсбуке и ВКонтакте, а также на сайте Автопоэта.

## Примеры «творчества» Автопоэта
| постельное бельё в ангарске новосибирский зоопарк знакомства с девушкой в ангарске код ангела картинки дарк монтаж металлочерепицы ос заполнение страницы удачливый викисловарь хотя тепло уже январь петр леонидович капица скачать программу доктор веб паркетная доска квик степ елена глебова певица трубодержатель для перил святой архангел михаил 5 декабря 2013 (онегинская строфа) доктор живаго читать супер корова играть яндекс такси заказать карта ишима скачать монорим | момент затяжки шатунов герой ударного отряда актёр владимир горбунов опорный план димитровграда кулоны с ликами святых настойки кайрон томагавка я стол накрыл на шестерых восточный банк онлайн заявка тарифы мегафона брянск авито красноярск машины сафари тур нефтеюганск лопастные гидромашины курган ру лента новостей наращивание ногтей шекспировский сонет блокнот для речевого ввода купить диплом владивосток проверочное слово к слову чуток 1 сентября 2013 («стих-порошок») |

## Статус проекта
На данный момент сервис не доступен в отдельном домене. Если судить по архивированным его страницам на Wayback Machine, последний snapshot был сделан 25 декабря 2022 года. Всего сделано 138 архиваций. Архив сервиса доступен по адресу: https://web.archive.org/web/20230000000000*/https://yandex.ru/autopoet/.
Автопоэт был перенесён из доменного сервиса и вновь реализован в так называемом навыке голосового помощника Алиса от Яндекса доступном по адресу: https://dialogs.yandex.ru/store/skills/0778b82e-avtopoet или в самом приложении Алиса.